# Destruction Ritual
Destruction Ritual è il secondo album in studio del gruppo musicale statunitense Krieg, pubblicato nel 2001 dalla Red Stream, Inc.

## Tracce
1. Destruction Ritual – 5:10
2. To Wander the Stars... – 4:14
3. The Ancient Dwells Beneath – 4:41
4. As Graveyard Rites... As Darkness Fell – 5:58
5. Coldwind Flame – 5:04
6. The Immaculate Whore – 4:28
7. Suicide Amidst Katharsis – 1:55
8. A Crumbling Shrine – 3:41
9. Black Ash Snowfall – 2:36
10. Enhanced Soil Where Fierce Battles Once Raged – 3:54
11. Still Waters Shall Remain Their Tombs – 2:10

## Formazione

### Gruppo
- N. Imperial – voce, chitarra, effetti